# István Veréb
 (mai 2019).
Si vous disposez d'ouvrages ou d'articles de référence ou si vous connaissez des sites web de qualité traitant du thème abordé ici, merci de compléter l'article en donnant les références utiles à sa vérifiabilité et en les liant à la section « Notes et références ».
István Veréb (né le 8 octobre 1987 à Szombathely) est un lutteur libre hongrois.
Il remporte la médaille de bronze lors des Championnats du monde de lutte 2013.